# Mary Sollace Saxe
Mary Sollace Saxe  est une bibliothécaire américaine née le 23 février 1868 à Saint Albans au Vermont et morte le 27 mai 1942 à Montréal. Elle est une pionnière du développement des services dans les bibliothèques publiques au Québec. Elle a aussi connu une carrière littéraire. 

## Biographie
Fille de James Saxe, commerçant, et de Sarah Storrs Sollace, Mary Sollace Saxe est la sixième enfant d’une fratrie de sept enfants. Son arrière-grand-père était un loyaliste qui, voulant se rapprocher de la frontière canadienne, est allé s’installer dans la région du Vermont, lieu de naissance de Mary Sollace Saxe. Élevée selon les principes de la religion anglicane, elle est arrivée à Montréal encore enfanten 1888 et elle y vivra jusqu'à sa mort. Elle poursuit des études en journalisme à l’Université McGill à Montréal et à l’Université Columbia à New York, puis une formation en bibliothéconomie. Elle occupe le poste de bibliothécaire en chef à la  Bibliothèque publique de Westmount de 1901 à 1931. On la reconnaît à son franc-parler, ses talents d’oratrice  ainsi que sa personnalité énergique et persévérante.
Onze ans après avoir mis fin à sa carrière de bibliothécaire à Westmount, elle meurt en 1942 à l’âge de 77 ans.  
Mary Sollace Saxe est la nièce du poète John Godfrey Saxe sur qui elle a d’ailleurs écrit un essai pour le journal The Vermonter en 1901.    

## Carrière

### Carrière d'écrivaine
Poussée par sa conviction que les Canadiens se doivent de soutenir la culture de leur pays en lisant les livres d’auteurs canadiens, Mary Sollace Saxe entreprend une carrière d’autrice. Ainsi, en 1919, elle publie un livre pour enfants, Our little Quebec cousin, qui se veut le reflet de son dévouement professionnel envers les enfants et la littérature jeunesse. À l’époque, le livre est en vente pour 1 dollar.
Mary Sollace Saxe a aussi contribué à plusieurs articles de la Montreal Gazette sous le pseudonyme de « Sollace », nom de jeune fille de sa mère. Elle s’est aussi impliquée dans d’autres journaux et périodiques importants tels que le Bulletin of the American Library Association (Chicago), le Canadian Bookman (Montreal) et l’Ontario Library Review (Toronto).
Après sa retraite en 1931, elle écrit six pièces en un acte dont All is Discovered, produite en 1931, Just a Tip, produite en 1933 et Rainbows: A Comedietta in One Act  produite en 1934.
De plus, elle fait des tournées en Ontario, à New York et au Missouri pour donner des conférences dans diverses bibliothèques.

### Carrière de bibliothécaire
Mary Sollace Saxe applique pour le poste de bibliothécaire à la Bibliothèque publique de Westmount pour la première fois en 1898, un an avant l’ouverture officielle de celle-ci. Elle se classe parmi les finalistes, mais c’est Béatrice Moore qui remporte le poste. Pour acquérir de l’expérience, elle convainc Charles Gould, bibliothécaire à l’Université McGill et consultant pour la construction de la nouvelle bibliothèque, de lui organiser un stage à la bibliothèque de l'Université McGill où elle passe dix mois. Elle poursuit sa formation avec un stage de huit mois à la Forbes Library, la bibliothèque publique de Northampton au Massachusetts sous la direction de Charles Ammi Cutter. Après la démission de Béatrice Moore, elle entre ensuite en fonction à la Bibliothèque publique de Westmount en 1901 en tant que bibliothécaire en chef.(LaPresse) Bien que de nombreux emplois en bibliothèque soient occupés par des femmes au début du 20e siècle, la plupart des postes de direction sont assumés par des hommes. Mary Sollace Saxe est une des premières femmes à occuper un tel poste au sein d’une bibliothèque canadienne. Comme le souligne Harold Bérubé, « la bibliothèque est probablement la seule composante de l’appareil municipal où l’on retrouve une femme en mesure d’exercer un certain pouvoir. » Malgré l’autorité du comité auquel elle est subordonnée dans la gestion de la bibliothèque, Saxe « parvient à acquérir une autonomie considérable dans la gestion de l’institution. » C’est elle qui introduit des services qui sont, encore de nos jours, considérés essentiels dans les bibliothèques modernes. Le rapport de la Commission d’étude de Ridington de 1933 sur les bibliothèques au Canada salue d’ailleurs son rôle précurseur de la Bibliothèque publique de Westmount en matière de services aux jeunes. 
À sa retraite en 1931, elle est remplacée par Kathleen Jenkins. 

### Implications
Mary Sollace Saxe s’est aussi impliquée dans diverses organisations culturelles montréalaises telles que la Canadian Authors Association, la Women's Art Society of Montreal dont elle assumera la vice-présidence et la Dickens Fellowship dont elle sera aussi la vice-présidente en 1914. Mary Sollace Saxe s’implique aussi dans d’autres clubs et associations tels que le Business and Professional Women's Club, la Canadian Authors Association, le Montreal Women's Club et la Quebec Library Association. Particluièrement engagée dans l'American Library Association (ALA) elle y devient membre dès 1902 et siège sur le conseil de l’association de 1918 à 1923. Sa forte personnalité et sa participation assidue aux activités de l’ALA font d’elle un personnage connu du milieu bibliothéconomique nord-américain où elle entretient de bonnes relations avec les acteurs importants de l’époque. Sa successeure, Kathleen Jenkins, relate que Saxe recevait de nombreux visiteurs des bibliothèques nord-américaines, notamment le directeur de la Bibliothèque publique de Toronto, Dr. George Locke, qui la visitait fréquemment.

## Apports importants aux bibliothèques publiques

### Section jeunesse

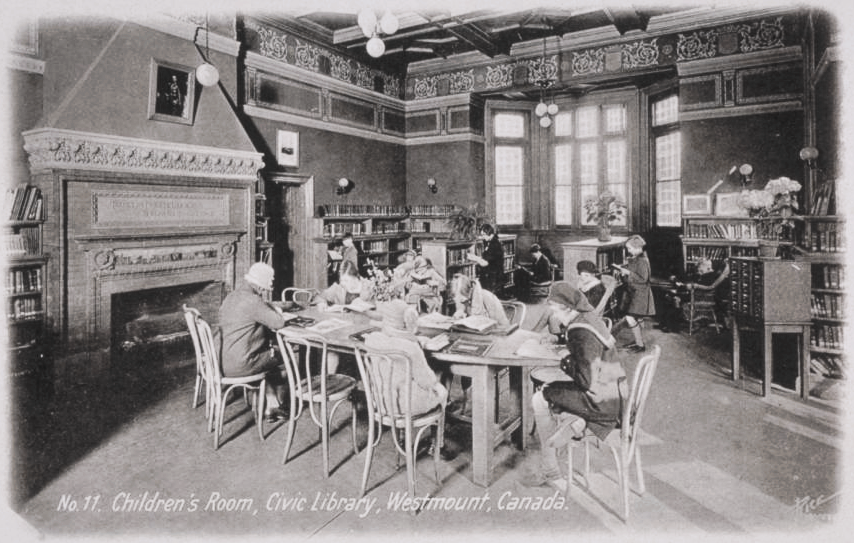
Salle des enfants, bibliothèque publique de Westmount

On compte, parmi ses grands apports pour la bibliothèque publique canadienne, l’introduction d’une section entièrement destinée aux enfants. Il lui aura fallu 10 ans afin d’ouvrir une section pour les enfants dans une aile séparée du reste de la bibliothèque avec sa propre entrée séparée, des heures d’ouverture différentes, du mobilier adapté pour les enfants ainsi qu’avec la présence d’une bibliothécaire spécialisée pour la jeunesse. Mary tenait à ce que cette section ne soit aménagée ni au sous-sol, ni au grenier. Le Westmount News publie d’ailleurs en 1909 un plaidoyer en faveur de ce projet et publié le 28 janvier 1910. Cette section ouvre pour la première fois ses portes le 13 janvier 1911. Dans son rapport annuel de la même année, Saxe souligne la nette augmentation de la circulation de la littérature jeunesse, qui passe est passé au double depuis l’inauguration de la section pour enfants. Cet article met l’accent sur la dimension sociale de la lecture pour les enfants. La Bibliothèque de Westmount est considérée comme la pionnière des bibliothèques publiques pour les services jeunesse avec du personnel spécialisé. Elle considère la bibliothèque pour enfants est la plus importante réalisation de sa carrière de 30 ans.

### Service de référence
À partir de 1911, Mary demande aussi à ce qu’un comptoir de référence soit installé dans la salle de lecture afin d’aider les usagers à repérer l’information qu’ils recherchent et qu’une bibliothécaire de référence y soit affectée. Ce comptoir lui est accordé en mars 1914. Très populaire, le service de référence répond à de nombreuses demandes des usagers de la bibliothèque, mais aussi d’autres bibliothèques. En 1924, une salle de référence voit le jour grâce à l’agrandissement de l’édifice. Cette salle est importante pour la recherche documentaire et est devenue un service essentiel dans les bibliothèques publiques. 

### Libre accès
On assiste à un changement de pratiques dans les bibliothèques publiques du Canada au début du 20e siècle. La tendance est à ouvrir les rayons de bibliothèques et favoriser un libre accès aux documents. Dès 1906, Saxe s’y montre ouverte et permet le libre accès aux rayons à certains usagers. En avril 1915, elle demande au comité de la bibliothèque d’élargir cet accès à tous les usagers. À partir de 1917, il est dorénavant permis aux usagers d’accéder librement aux rayons plutôt que de demander aux employés de chercher les documents. Cette initiative permet d’augmenter le nombre de prêts de manière significative, passant de 79 681 en 1916 à 90 151 en 1918, soit une hausse de 13 %. 

## Publications
- Mary S. Saxe, «Westmount Public Library», Public Libraries; A Monthly Review of Library Matters and Methods 9, no. 5, 1904, 209.
- Mary S. Saxe, «Popularizing the Library», Library Journal 35, August 1910, p. 363–366
- Mary S. Saxe, «With the Children in Canada», Library Journal 37, 1912, p. 433–435
- Mary S. Saxe, «One Hundred Years Ago--Relatively Speaking», American Library Association Bulletin 10, no. 4, 1916, p. 299–301
- Mary J. L. [sic] Saxe,  «Books and their Classification», Canadian Bookman 1, no. 3, 1919, p. 56–58
- Mary S. Saxe, «The Library from the Inside, Out!», Canadian Bookman 2, no. 2, 1920, p. 16–17
- Mary S. Saxe, «What Is the Most Important Aspect of Public Library Work?», Canadian Bookman 2, no. 4, 1920, p. 90–91
- Mary S. Saxe, «Libraries of East Canadian Provinces», Library Journal 52, no. 10, 15 May 1927, p. 525–526
- Mary S. Saxe,  «Classification of Books», dans Proceedings of the Ontario Library Association Annual Meeting, 1911, p. 59–64
- Mary S. Saxe, «The Canadian Library’s Opportunities to Encourage the Reading of Canadian Authors», dans Proceedings of the Ontario Library Association Annual Meeting, 1915, p. 48–52
- Mary S. Saxe, «What Seems to Me an Important Aspect of the Work of Public Libraries at the Present Time», dans Proceedings of the Ontario Library Association Annual Meeting, 1917, p. 35–37